# Seznam kostelů v Česku zaniklých po roce 1989

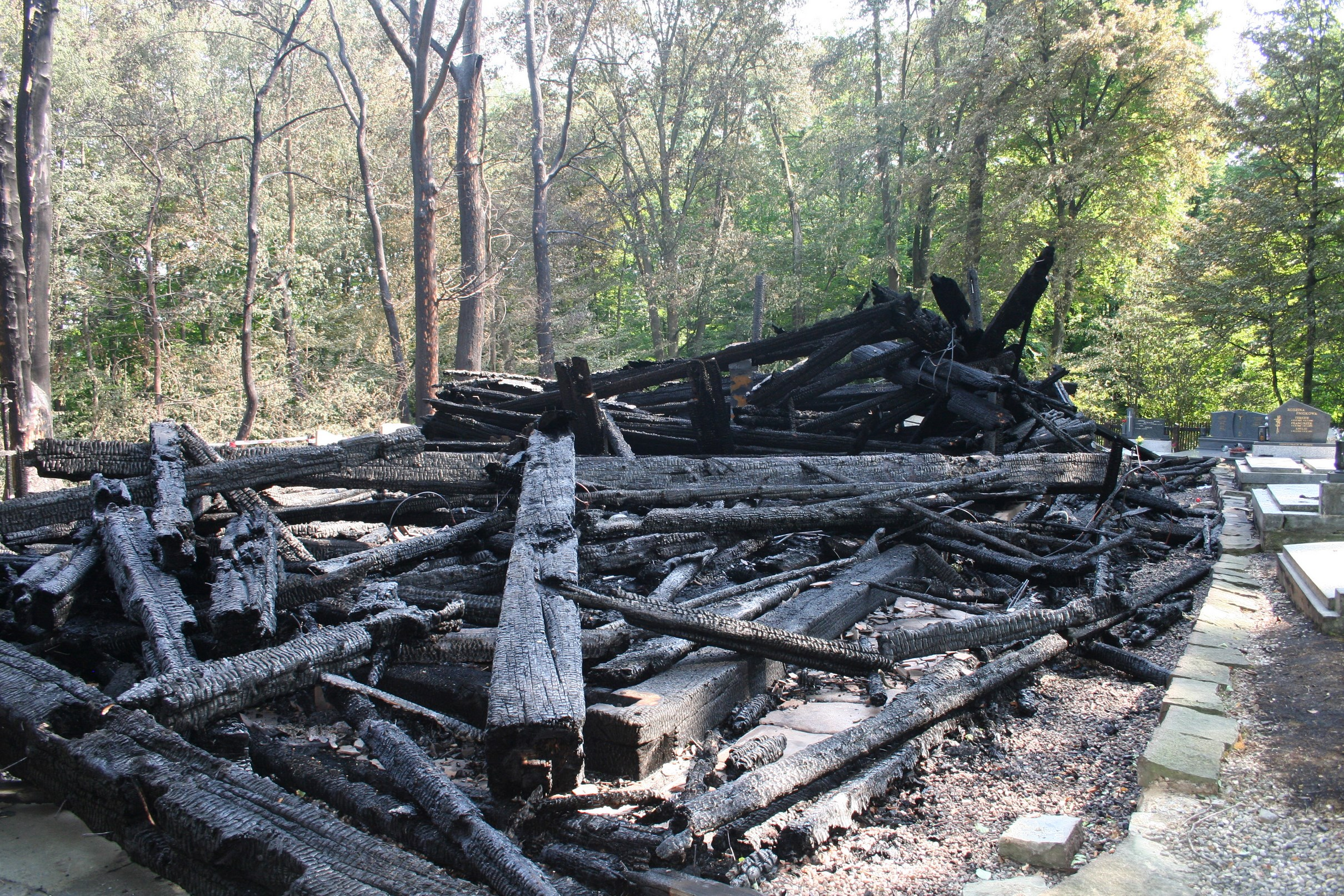
Požářiště kostela Božího Těla v Třinci-Gutech

Seznam křesťanských kostelů, chrámů a modliteben v Česku zaniklých po pádu komunistického režimu, tj. od roku 1990.
Zboření většiny kostelů v uvedeném období nastalo v důsledku devastace započaté před pádem komunistického režimu. K jiným příčinám patří např. důsledky důlní činnosti, živelní pohromy či žhářské útoky.
- kostel svatého Mikuláše a svatého Michaela archanděla v Libkovicích, zbořen 2002
- evangelický kostel v Křišťanovicích, zbořen 2002
- kostel svaté Kateřiny v Ostravě-Hrabové, zničen 2002, obnoven 2004
- kostel Nalezení svatého Kříže v Chebu, zbořen 2016
- kostel Božího Těla v Gutech, zničen 2017, obnoven 2021
- chrám svatého Valentina v Mostě, zničen 2017
- chrám svatého Michaela v Praze, zničen požárem 2020